# 1 Batalion Saperów (1939)
1 batalion saperów (1 bsap) – pododdział saperów Wojska Polskiego II RP z okresu kampanii wrześniowej.
Batalion nie występował w pokojowej organizacji wojska. Został sformowany w 1939 w alarmie przez 3 batalion saperów z Wilna dla 1 Dywizji Piechoty Legionów.

## Struktura i obsada etatowa
Obsada personalna we wrześniu 1939:
Dowództwo batalionu
dowódca – kpt. Tadeusz Wejtko
adiutant – por. Józef Zbigniew Krywako
oficer żywnościowy – ppor. rez. Wasilewski
- dowódca 1 kompanii saperów – por. Konstanty Pierewoz-Markiewicz
  - dowódca 1 plutonu – ppor. Jerzy Stanecki
  - dowódca 2 plutonu – ppor. rez. Greń
  - dowódca 3 plutonu – ppor. rez. Awtuszewski
  - szef kompanii – plut. Gryszkiewicz
- dowódca 2 kompanii saperów – por. Konrad Marian Jakubowski
  - dowódca plutonu – ppor. rez. Józef Greń
  - dowódca plutonu – ppor. rez.Stanisław Ochocki
  - pluton minerów – sierż. pchor. rez. Bronisław Krzyżanowski
- dowódca kolumny saperskiej – ppor. rez. Jerzy Bogumił Olszewski[3] †1940 Charków[4]